# Дерзкий нахал
«Дерзкий нахал» (кит. 壞小子, англ. The Cheeky Chap) — гонконгский фильм с боевыми искусствами режиссёра Ли Жунчжана, вышедший в 1980 году.

## Сюжет
Ма Саньнгань — молодой парень, эксперт в боевых искусствах. Его недолюбливает босс Ау, поскольку Ма спас Кхау от людей Ау и позже отклонил мирное предложение. С Ма также враждуют братья Ша из-за того, что Ма вмешивается в их дела. Братья дали деньги отцу местной красавицы Кам, но затем послали вора украсть их. Ма возвращает деньги девушке. Ма и Кам влюбляются друг в друга. После этого отца Кам избивают братья Ша, а девушка попадает в заточение. Ма спасает их обоих, но старик умирает. Братья Ша и босс Ау устраивают ловушку для Ма и Кхау. Они ловят Ма в засаде. Когда Ма настаивает на десяти днях свободы для себя, чтобы побыть с умирающей матерью, Ша соглашаются после того, как Кхау гарантирует возвращение Ма в обмен на свою жизнь. Однако Ма ловят люди Ша, когда тот приходит домой. Проходит крайний срок. Кхау совершает самоубийство. Кам помогает Ма сбежать. Разгневанный Ма приходит разобраться с Ша и Ау. Ма побеждает после нескольких драк.

## В ролях
- Вай Пак[кит.] — Ма Саньнгань
- Кэнди Вэнь[кит.] — Кам, Феникс
- Лиу Вайхун[кит.] — нищий
- Фрэнки Вэй[кит.] — босс Ау
- Ён Чаклам[кит.] — капитан Кхау
- Чарли Чань — Золотой Меч
- Ма Чунтак — брат Ша
- Вон Чхин[кит.] — босс Ша
- Вон Сань[кит.] — капитан
- Ип Халэй[кит.] — доктор Пхоу
- Пау Локфу — отец Феникс
- Мань Сау — мать Саньнганя
- Чан Чхолам[кит.]
- Чю Кон — нищий